# Ludwik Piotrowicz

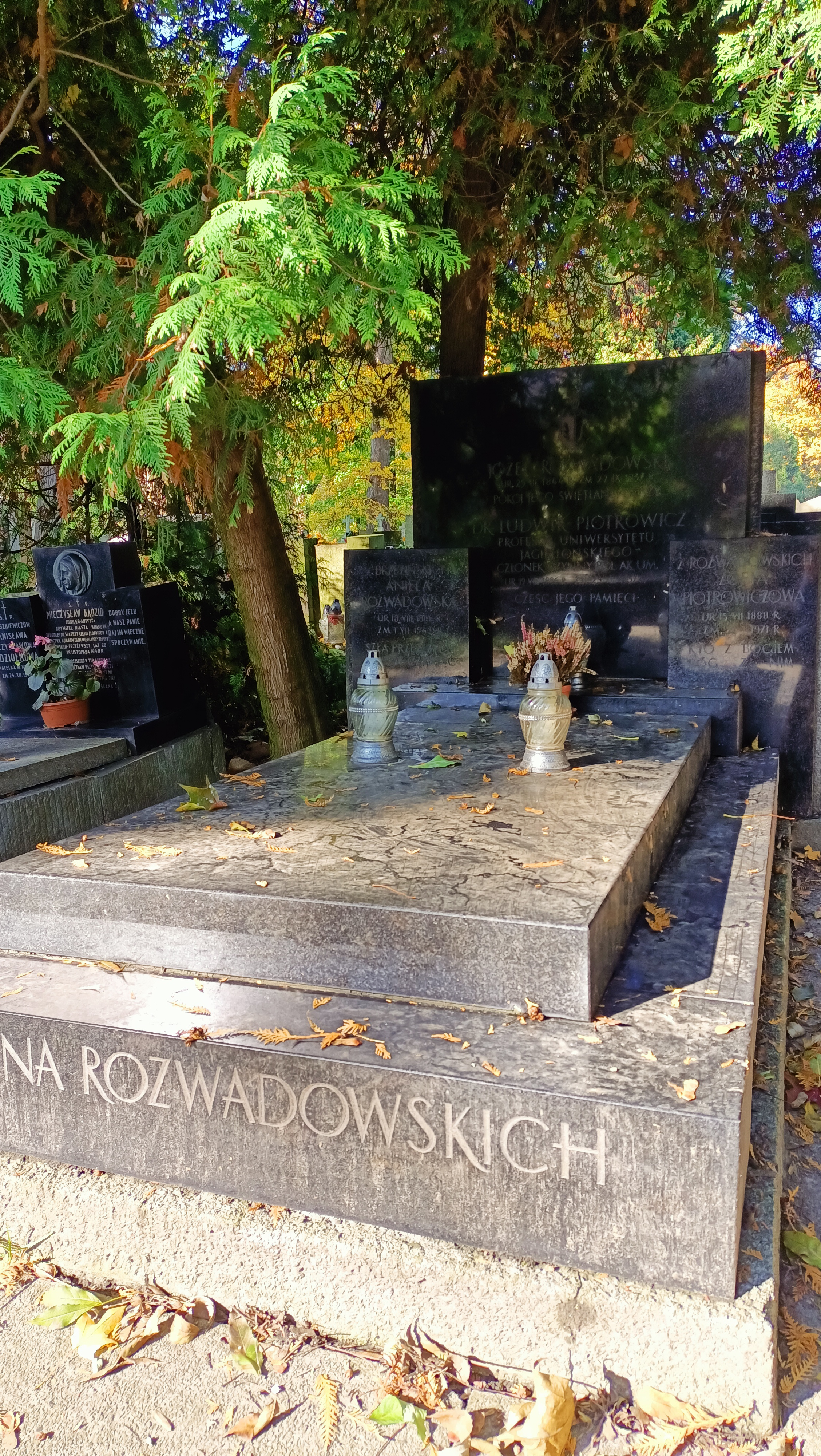
Grób Ludwika Piotrowicza na Cmentarzu Rakowickim w Krakowie

Ludwik Marian Piotrowicz (ur. 19 sierpnia 1886 w Nowym Wiśniczu, zm. 23 sierpnia 1957 w Zakopanem) – historyk starożytności, autor licznych prac z zakresu archeologii, papirologii, dziejów starożytnego wschodu, ideologii politycznej, historii politycznej i społeczno-gospodarczej starożytnego Rzymu oraz historii Słowiańszczyzny.

## Życiorys
Był jednym dziewięciorga dzieci Sebastiana, urzędnika sądowego, i Marii z Mrugaczów. Ukończył gimnazjum w Bochni zdając maturę w 1905. W latach 1905–1909 studiował na Wydziale Filozoficznym UJ filologię klasyczną oraz archeologię. W latach 1912–1914 wyjechał na studia uzupełniające do Berlina gdzie pogłębiał swoją wiedzę na temat historii starożytnej. W czasie I wojny światowej pracował w Gimnazjum św. Jacka w Krakowie. W 1919 habilitował się na Uniwersytecie Jagiellońskim na podstawie pracy Plutarch a Appjan i w tym samym roku został powołany do pracy przy pierwszej odrodzonej Polsce Katedrze Historii Starożytnej na Uniwersytecie Poznańskim. W 1922 został kierownikiem katedry historii starożytnej UJ w Krakowie. Prezes Polskiego Towarzystwa Numizmatycznego i przewodniczący oddziału Polskiego Towarzystwa Archeologicznego w Krakowie, wydawca Wiadomości Numizmatyczno-Archeologicznych, tłumacz z łaciny i greki. Od 1935 był członkiem korespondentem PAU, a od 1945 członkiem czynnym. Od 1937 pełnił funkcję przewodniczącego Komitetu Słownika Łaciny Średniowiecznej. Przed wyborami do Rady Miasta Krakowa z 1938 został członkiem komitetu Polskiego Bloku Katolickiego.
Aresztowany przez Niemców 6 listopada 1939 w ramach Sonderaktion Krakau, więziony był w obozie koncentracyjnym Sachsenhausen, po zwolnieniu w lutym 1940 wrócił do Krakowa i działał w Radzie Głównej Opiekuńczej jako jej prezes na terenie Krakowa. Wybór Ludwika Piotrowicza na członka czynnego Polskiej Akademii Umiejętności w 1945 stał się zaczątkiem gwałtownej kampanii prasowej, która wprost oskarżyła go o kolaborację. Powołana przez rząd specjalna komisja, która zjechała do Krakowa, formalnie oczyściła profesora z wszelkich zarzutów i w pełni go zrehabilitowała. Jednak trudne przejścia, u których podłoża leżały też zapewne względy polityczne, sprowadziły na niego kryzys zdrowotny. Dodatkowo Ministerstwo odmówiło zatwierdzenia profesora na stanowisko dziekana Wydziału Filozoficzno-Historycznego mimo formalnego wybrania go na to stanowisko przez Radę Wydziału. W latach 1947–1950 wykładał historię starożytną w Krakowskiej WSP. Profesor zmarł w Zakopanem w wyniku rozległego wylewu, który go częściowo sparaliżował. Pochowany został na Cmentarzu Rakowickim. Profesor był żonaty z Zofią Rozwadowską. Małżeństwo było bezdzietne, posiadaną kamienicę przy ul. Michałowskiego 9 w testamencie zapisali UJ.
Jego wychowankiem był Andrzej Kunisz.

## Wybrane dzieła
- Stanowisko nomarchów w administracji Egiptu ptolemejskiego i rzymskiego, 1922
- Plutarch a Appjan, 1922
- Kult panującego w starożytności, 1923
- Finanse cesarstwa rzymskiego w pierwszym jego okresie, 1925
- Upadek Asyrii w świetle nowo odkrytej kroniki babilońskiej, 1928
- Ziemia śląska w starożytności, 1929
- Dzieje rzymskie, 1934
- Położenie ludności rolniczej w okresie późnego cesarstwa rzymskiego, 1935
- Goci i Gepidowie nad dolną Wisłą i ich wędrówka ku Morzu Czarnemu i Dacji, 1951
- Atlas historii starożytnej, 1957

Przekłady
- Arystoteles, Ustrój polityczny Aten, 1931
- Arystoteles, Polityka, 1954
- Appian z Aleksandrii, Dzieje rzymskie, t. 1–2: 1957, OCLC 24261401;
- Herodian, Historia cesarstwa rzymskiego, 1963[8]

Był także encyklopedystą, który na prośbę Stanisława Kota napisał hasło rzymskie monety do Encyklopedii staropolskiej Brücknera wydanej w latach 1937–1939.